# Arndt von Criegern
Arndt Robert von Criegern (* 1. Oktober 1857 in Dresden; † 13. August 1940 in ebenda) war ein sächsischer Generalmajor.

## Leben und Wirken
Er stammte aus der sächsischen Adelsfamilie von Criegern und war der Sohn des Geheimen Justizrates Friedrich Robert von Criegern und dessen Ehefrau Clara Albertine von Criegern geborene von Polenz. Wie mehrere seiner Familienmitglied schlug er nach dem Schulbesuch eine Militärlaufbahn in der Sächsischen Armee ein, in der er bis zum Kommandeur des Königlich Sächsischen 1. Leibgrenadier-Regiments Nr. 100 aufstieg. Diese Funktion nahm er von 1906 bis 1908 wahr. Er wurde als Generalmajor pensioniert.